# Кримінальна історія (фільм)
Кримінальна історія (англ. Crime Story) — гонконгський фільм з Джекі Чаном у головній ролі. Фільм вийшов на екрани в 1993 році.

## В ролях
- Джекі Чан — Інспектор Еді Чан
- Кент Ченг — Інспектор Ханг Тін-Бонг
- Лав Кар Їнг — Вонг Ят Феї
- Ченг Фат — Квок Ватс
- Лав Ханг Канг — Вонг
- Блекі Ку — Капітан Ку